# ریتیس وایشویلا
ریتیس وایشویلا (انگلیسی: Rytis Vaišvila؛ زادهٔ ۲۳ مهٔ ۱۹۷۱) بازیکن بسکتبال اهل لیتوانی است.
وی در مسابقات کشوری و بین‌المللی در مجموع برندهٔ ۱ مدال برنز شده‌است.